# Streptococcus mutans
Streptococcus mutans — грам-позитивна, факультативно анаеробна бактерія, що зазвичай виявляється в ротовій порожнині людини та вносить істотний внесок у виникнення карієсу. Ця бактерія була вперше описана Д. К. Клерком в 1924 році.

## Роль в руйнуванні зубів
Разом з S. sobrinus, S. mutans грає важливу роль в руйнуванні зубів, перетворюючи цукрозу на молочну кислоту. Кисле середовище, що утворюється в роті в результаті цього процесу, є причиною того, що високо мінералізована зубна емаль цяткується і стає уразливою для руйнування. S. mutans — один з кількох спеціалізованих організмів, що має рецептори призначені для прилипання до поверхні зубів. Цукроза використовується S. mutans, щоб утворити липкі позаклітинні полісахариди на основі декстрану, які дозволяють їм зв'язуватися між собою та з поверхнею, формуючи зубний наліт. S. mutans виробляє декстран при допомозі ферменту декстрансахарази, використовуючи цукрозу як субстрат у наступній реакції:
n цукроза → (глюкоза)n + n фруктоза
Цукроза — єдиний цукор, який S. mutans може використовувати, щоб утворювати цей полісахарид. Бактерія також метаболізує інші цукри, такі як: глюкоза, фруктоза і лактоза, з молочною кислотою як кінцевим продуктом. Ця комбінація зубного каменя і кислоти веде до руйнування зуба.